# 유진 도밍고
유진 도밍고(Eugene Domingo, 1971년 7월 23일 ~ )는 필리핀의 배우, 코메디언, 사회자이다.

## 출연 작품
- 더 우먼 인 더 셉틱 탱크 2: #포에버이즈낫이너프 (2016)
- 킴미 도라: 앙 키예멩 프리퀄 (2013)
- 바버스 테일 (2013)
- 인스턴트 마미 (2013)
- 아이 두 비두 비두 (2012)
- 킴미 도라 앤드 더 템플 오브 키예미 (2012)
- 하수조에 빠진 여배우 (2011)
- 페트랑 카바요 (2010)
- RPG 메타노이아 (2010)
- 마마라지 (2010)
- 내 신부 찾아줘요 (2010)
- 킴미 도라 (2009)
- 100 (2008)
- 파수콥 (2007)
- 피사이 (2007)
- 입양아 (2007)
- 쿠톱 (2005)
- 캔 디스 비 러브 (2005)
- 투리 (2005)
- 비키니 오픈 (2005)